# Jilwarsha, Chincholi
Jilwarsha là một làng thuộc tehsil Chincholi, huyện Gulbarga, bang Karnataka, Ấn Độ.